# Vørterkaka
Der Vørterkaka (norwegisch für Malzbierkloß) ist ein Nunatak im ostantarktischen Königin-Maud-Land. Im Gebirge Sør Rondane ragt er 1,5 km südlich der Bleikskoltane auf. Seine Ostseite wird durch die Felswand Brattfloget gebildet.
Norwegische Kartografen, die ihn auch deskriptiv nach seiner Ähnlichkeit mit einer norwegischen kulinarischen Spezialität benannten, kartierten ihn 1957 anhand von Luftaufnahmen der US-amerikanischen Operation Highjump (1946–1947). 